# Canyon de Niscle
Le canyon de Niscle (Cañón de Añisclo en espagnol ou Bal d'Añisclo en aragonais) est un canyon des Pyrénées espagnoles dans la province de Huesca en Aragon.

## Géographie

### Topographie
Il se situe dans le massif du Mont-Perdu, en amont du canyon du Vellos et fait partie avec ce dernier, la vallée d'Ordesa, les gorges d'Escuain et la vallée de Pineta du parc national d'Ordesa et du Mont-Perdu. 
C'est un canyon resserré et inhabité.

### Géologie

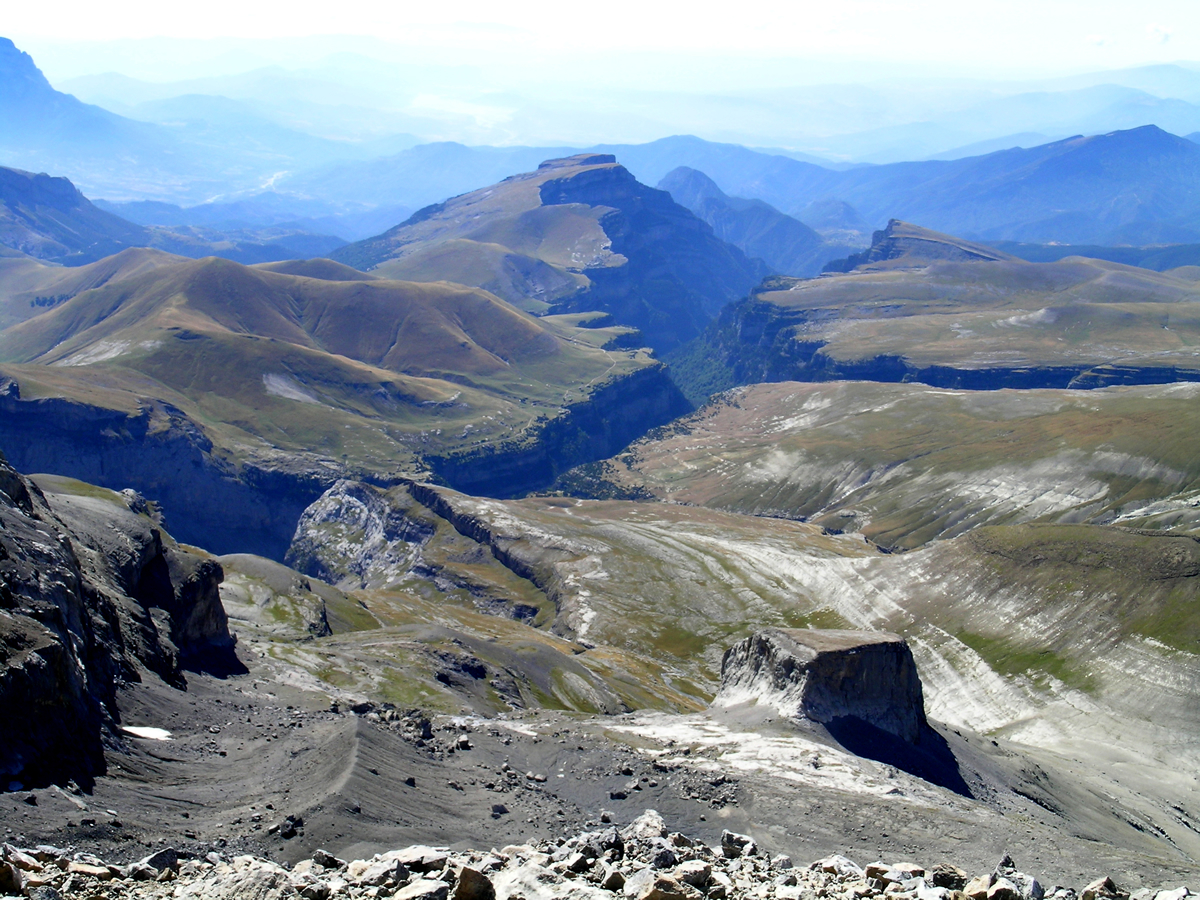
Creusement du canyon de Niscle depuis le plateau du Mont-Perdu.

Le massif du Mont-Perdu étant essentiellement calcaire, une roche tendre, ceci explique que la rivière ait pu creuser un canyon étroit et profond.